# Renato Reyes
Renato B. Reyes, detto Sonny (Bacoor, 21 settembre 1944 – 10 giugno 1997), è stato un cestista filippino.

## Carriera
Con le Filippine ha disputato una edizione dei Giochi olimpici (1968).